# Orgel der Pfarrkirche Bartholomäberg

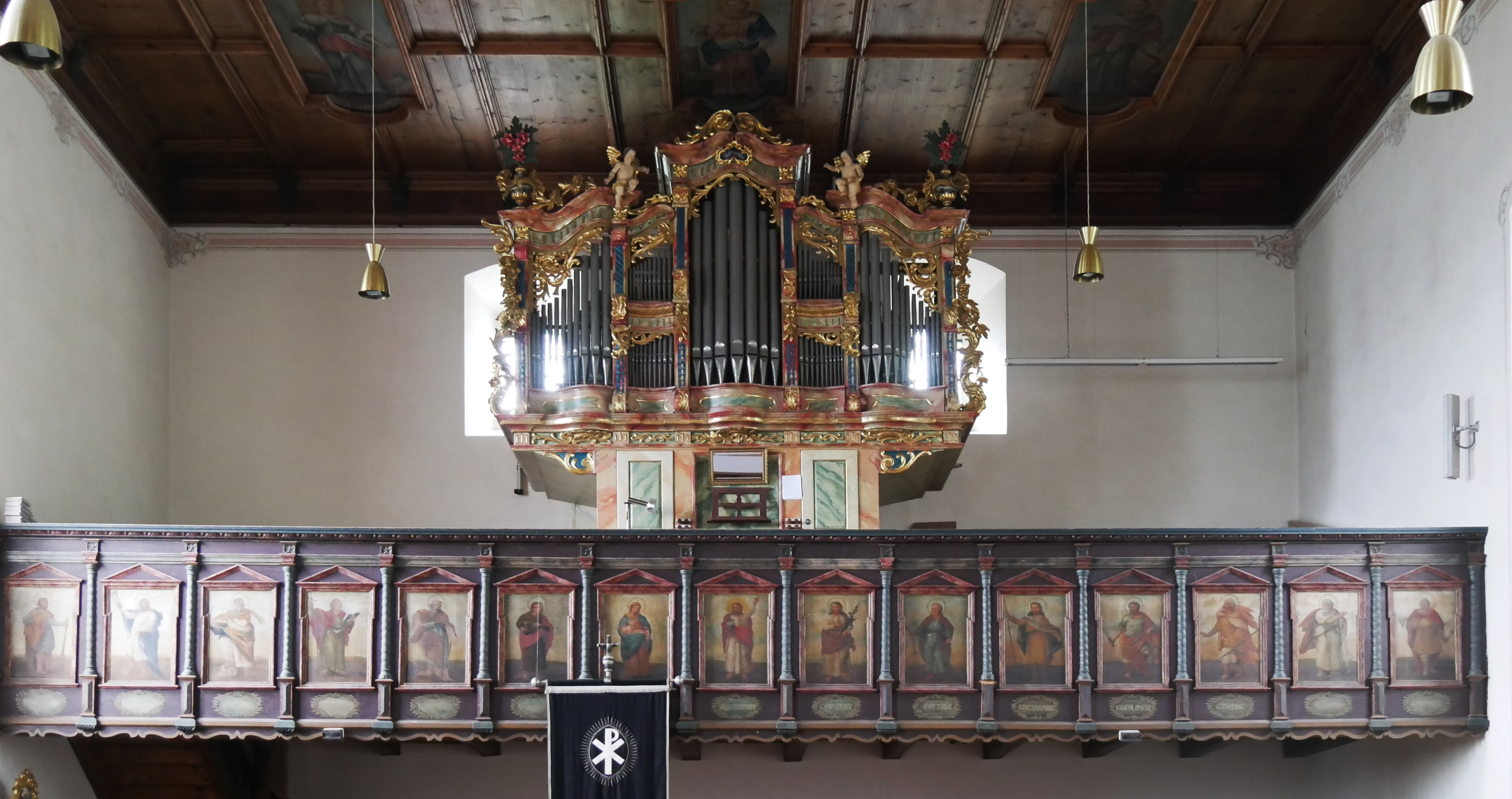
Orgel auf der Westempore

Die Orgel der Pfarrkirche Bartholomäberg befindet sich seit 1792 in der Pfarrkirche Bartholomäberg in der Gemeinde Bartholomäberg in Vorarlberg. Die historische Orgel ist weitgehend erhalten und verfügt über 15 Register, die sich auf einem Manual und Pedal verteilen.

## Baugeschichte
Die Kartusche, die den mittleren Orgelturm nach oben hin abschließt, trägt die Jahreszahl 1792 und weist damit wohl auf die Erbauungszeit dieser Orgel hin. Lange Zeit wurde diese dem elsässischen Orgelbauer Joseph Bergöntzle (1754–1819) zugeschrieben, der gegen Ende des 18. Jahrhunderts nach Vorarlberg gekommen war und in den Jahren 1799–1816 Orgelwerke in den Pfarrkirchen von Au, Schlins, Bludesch und Tschagguns errichtet hatte. Historische und stilistische Gründe sprechen aber für den Vorarlberger Orgelbauer Johann Michael Graß (1746–1809) als Erbauer der Bartholomäberger Orgel.
Johann Michael Graß heiratete die Tochter des thurgauischen Orgelbauers Johann Jakob Bommer (gest. 1775) und arbeitete bis gegen Ende der 1780er Jahre im Auftrag der Fürstabtei St. Gallen. Danach schuf er in seiner Heimat einige Orgeln, darunter auch jene der Pfarrkirche Bartholomäberg, die zu den wenigen seiner erhaltenen Instrumenten zählt. Dass die meisten Graß-Orgeln im Lauf der Zeit substanziell verändert wurden oder gar nicht erhalten sind, hatte möglicherweise mit ihrer Einmanualigkeit zu tun: Wenn realisierbar, wurden einmanualige Orgeln zur Erweiterung der organistischen Möglichkeiten zu mehrmanualigen Instrumenten umgebaut – meistens mit der Konsequenz des Verlustes von Originalsubstanz. 
Der Orgel der Pfarrkirche Bartholomäberg konnte der größte Prozentsatz an Originalsubstanz aller bekannten Graß-Orgeln bewahrt werden. Sie stellt somit dispositionell und klanglich ein ranghohes Denkmal der süddeutsch-österreichischen Orgelbaukunst des auslaufenden 18. Jahrhunderts dar.
Alois Schönach (1811–1899), der zwischen 1858 und 1874 in Rankweil eine Orgelwerkstätte betrieb und als keineswegs modernistischer Orgelbauer in Tirol, Vorarlberg, Schweiz und Liechtenstein arbeitete, erweiterte anlässlich von Erneuerungsarbeiten behutsam die Bartholomäberger Graß-Orgel durch den Einbau eins vierten Pedalregisters (Quintbass 51/3′) und den Umbau des Manualregisters Copel 8′ in Bordun 16′.
Dieser historisch gewachsene Zustand war Maßgabe bei der Restaurierung der Bartholomäberger Graß-Orgel durch die Schweizer Orgelbaufirma Neidhardt & Lhôte (St. Martin) in den Jahren 1971 bis 1973. Seither ist die Orgel in der Pflege der Gebrüder Mayer in Feldkirch.

## Disposition seit 1858–1874
| Manual C–c3         |        |
| Bordun (ab c0)      | 16′    |
| Prinzipal           | 8′     |
| Flöte               | 8′     |
| Dulziana            | 8′     |
| Prästant (ab c1)    | 8′     |
| Octav               | 4′     |
| Quinte              | 2 ⁄3′  |
| Superoktav          | 2′     |
| Terzian I           | 1 3⁄5′ |
| Cornett III (ab c1) | 4′     |
| Mixtur IV           | 2′     |

| Pedal CDEFGA–g0 |        |
| Subbass         | 16′    |
| Oktavbass       | 8′     |
| Quintbass       | 5 1⁄3′ |
| Posaune         | 8′     |

## Aufnahmen/Tonträger
- Bruno Oberhammer: Orgelkonzert in Bartholomäberg. Werke von Frescobaldi, Storace, Pasquini, Froberger, Poglietti, F. T. Richter, Murschauer, Haydn, Muffat, Oberhammer. CD. Stand Montafon/ORF-Landesstudio Vorarlberg 2007975, 2004.